# Tecnologia ed equipaggiamento militare

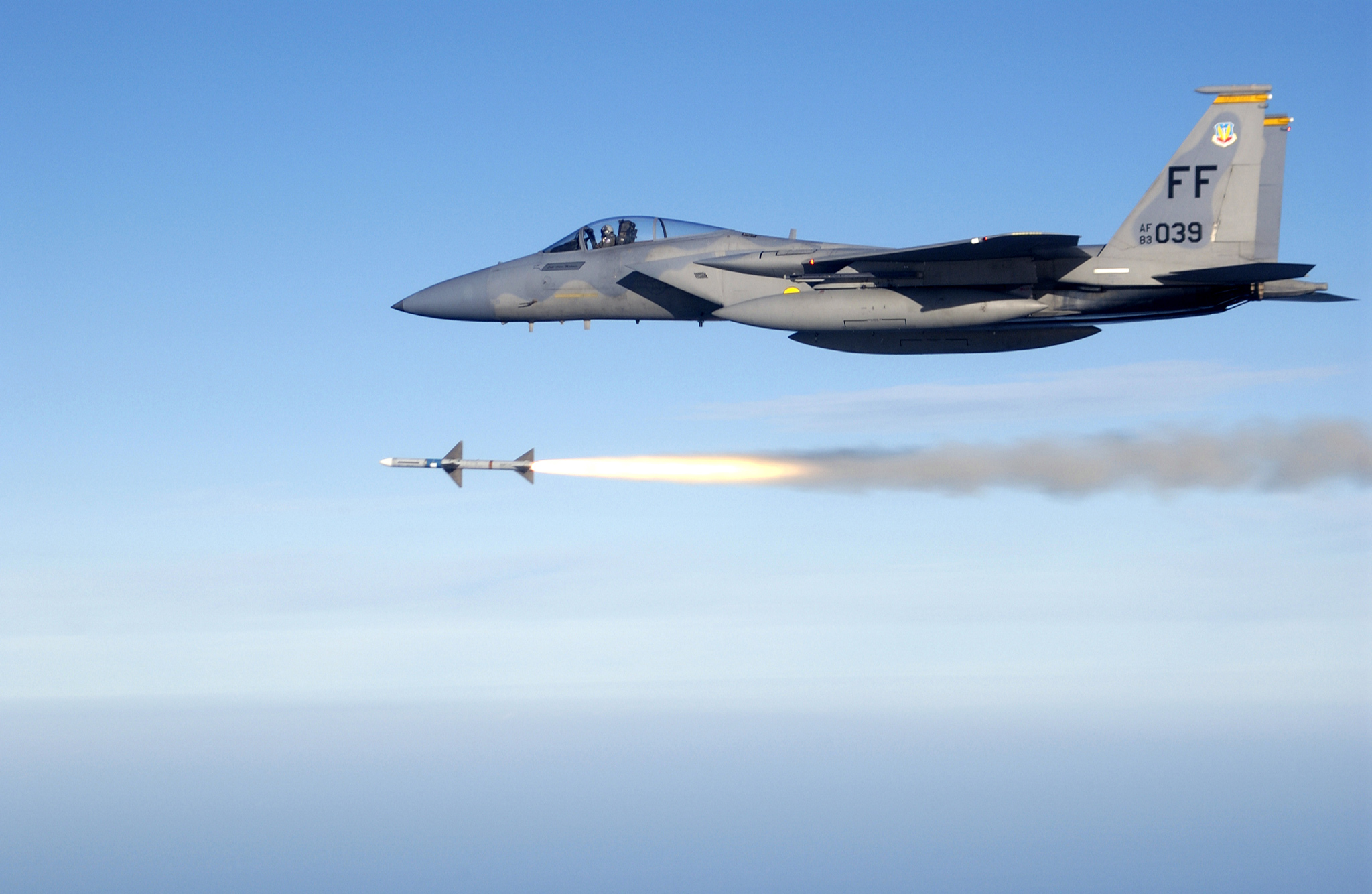
Aereo da caccia e missile sono esempi di moderne tecnologie militari.

La tecnologia militare è l'insieme di attrezzature, veicoli, strutture e sistemi di comunicazione che sono progettati per l'uso in guerra. Comprende i tipi di tecnologia che sono, nella loro applicazione, di natura prettamente militare e non civile, di solito perché sono di uso poco pratico in applicazioni civili, che non hanno alcun uso civilmente legale, o che sono pericolosi da usare senza adeguato addestramento militare.